# Richard Falck
Richard Falck (7 de mayo de 1868 - 1 de enero de 1955 ) fue un botánico, y micólogo alemán, que desarrolló extensas actividades científicas en territorio estadounidense. En 1910, fue profesor de la Academia Forestal en la ciudad de Hannoversch Münden, emigrando como judío, en 1933 al área palestina del mandato Británico de Palestina, más tarde a la Unión Soviética y posteriormente a Estados Unidos.

## Algunas publicaciones
- 1946. Olga Falck: (Obituary). 4 p.
- 1949. Lysenko's theory of the variable gene viewed in relation to the lifesphere system of fungus taxonomy.

### Libros
- 1902. Die Cultur der Oidien und ihre Rückführung in die höhere Fruchtform bei den Basidiomyceten. Aus dem pflanzenphysiologischen Institut der Universität Breslau. Nischkowsky, Breslau 1902 (disertación, Univ. de Breslavia, 14 de junio de 1902)

- 1912. Die Merulius-Fäule des Bauholzes (La pudrición de Merulius de la madera). Ed. Gustav Fischer, Jena. 405 p.

- Julius Oscar Brefeld, Richard Falck. 1912. Investigations in the general field of mycology: Continuation of the moulds and yeasts. Parte 13 de Investigations in the General Field of Mycology. Ed. Heinrich Schöningh [Wilkes-Barre, Pa. 59 p.

- 1923. Mykologische Untersuchungen und Berichte (Investigaciones micológicas y informes) , Volumen 1, Parte 2. Ed. Aktiengesellschaft für Druck und Verlag, vorm. Gebr. Gotthelft. 300 p.

- Richard Falck, Hermann Lutz, Gertrude Krafft. 1934. Effects of physical methods of preliminary treatment of beech wood: the influence of steaming, storing, periodic steaming and of severe drying upon the improvement in swelling and shrinkage (Efectos de los métodos físicos de tratamiento preliminar de madera de haya: la influencia de vapor, el almacenamiento, de forma periódica al vapor y secado de los graves en la mejora en la hinchazón y la contracción). Ed. USDA, Forest Service, Forest Products Laboratory. 178 p.

- Richard Falck, Vinayak Ketkar, Gertrude Krafft. 1935. Testing and evaluating fireproofing materials for wood. Ed. USDA, Forest Service, Forest Products Laboratory. 112 p.

- 1950. The types of symbiotic linkage and their significance for the formation of highly organized forms: functions and life-spheres in the phylogenetic process of development. 16 p.

- Richard Falck, Marianne Falck. 1954. Die Bedeutung der Fadenpilze als Symbionten der Pflanzen für die Waldkultur (La importancia de los hongos filamentosos como simbiontes de plantas forestales de cultivo). Ed. J.D. Sauerländer. 92 p.

- La abreviatura «Falck» se emplea para indicar a Richard Falck como autoridad en la descripción y clasificación científica de los vegetales.[1]